# Pere Galceran I de Pinós
Pere Galceran I de Pinós i de Montcada (Bagà, 1258 - 1312), fou un noble català, senyor (1295/96-1312) de les baronies i castells de Pinós, Bagà, Lavansa, Ponts, Ossera, Josa, Sant Romà, Albesa, Menàrguens, Gósol, Vallmanya, l'Espà, Saldes, Querforadat, Gisclareny, Alguaire, Lillet, Tàrrega, Talteüll, Fórnols, Sant Jaume, Llevança, Gaià i Llo Sant Martí dels Castells, Ansovell, Cava, i els llocs de Gavarrós, Brocà, Barrat, Vilanova, i diversos béns als Prats i a la Manresana.

## Orígens familiars
Fill de Galceran V de Pinós el Jove i la seva segona esposa Berenguera de Montcada, heretà les possessions del pare a la mort d'aquest, vers l'any 1295.

## Guerra dels Pinós contra el rei d'Aragó
Inicia una política d'aproximació vers el Regne de Mallorca, esdevenint una figura de primer ordre a la cort de Perpinyà i persona de màxima confiança del rei Jaume II de Mallorca. El 1299 es casà amb la filla d'aquest, Saura de Mallorca i el 1305, figura a marmessor del testament del rei, juntament amb altres nobles rossellonesos, Ramon III de Canet i Pere VI de Fenollet, i el bisbe d'Elna. El seu germà petit, Ramon Galceran, es casà també, posteriorment, amb una filla de Sanç I de Mallorca.
Els dominis feudals dels Pinós, situats al Berguedà, representaven la frontera del rei d'Aragó amb el Regne de Mallorca (comtat de la Cerdanya), així com un pas clau de la comarca. A causa d'això, i davant l'aproximació de Pere Galceran I vers als reis de Mallorca, el rei Jaume II d'Aragó inicià una política d'adquisicions i permuts, per tal d'assegurar-se el control de la regió i minvar la influència dels Pinoś. Això provocà l'esclat d'un enfrontament obert entre els Pinós i el rei d'Aragó.
Les hostilitats començaren ja l'any 1306, quan en nom de Pere Galceran I, s'ordena als batlles de Gósol, Gavarrós i Saldes que tinguin ben custodiats els llocs i els castells, davant les possibles accions del rei d'Aragó. A causa de l'atac que Pere Galceran I i els seus homes portaren a terme contra el monestir de Sant Llorenç de Bagà (sota la protecció reial), fou expulsat de pau i treva, i les tropes reials envaïren la baronia el 1307 i el 1308, mentre que els seus dominis eren embargats. El rei de Mallorca (el seu sogre) intervingué a favor seu i finalment fou absolt el 1309 pel rei.
Tanmateix les hostilitats no disminuïren i el mateix any 1309, el rei Jaume II d'Aragó reforçava el seu control a la zona per mitjà d'una permuta amb Sibil·la de Berga, per la qual el rei es feia amb el control directe de varis castells a la regió (castells de Montclar, Roset, Querol, Puigarbessós, Merola, Blancafort, Terçà, etc). El 1312 moria prematurament Pere Galceran I, i Saura de Mallorca, com a tutora legal del seu fill Pere Galceran II, hagué de fer front al conflicte que semblava lluny d'acabar.

## Matrimoni i descendència
Es casà, el 10 d'Octubre de 1299 a Perpinyà, amb Saura de Mallorca, filla il·legítima del rei Jaume II de Mallorca. En foren testimonis els altres fills del rei, Sanç i Ferran. D'aquest matrimoni en nasqué:
- Pere Galceran de Pinós i de Mallorca
- Una filla,[3] casada amb Bernat de So.